# Henrikh Mkhitaryan
Henrikh Mkhitaryan (tiếng Armenia: Հենրիխ Մխիթարյան, [hɛnˈɾiχ məχitʰɑˈɾjɑn] ⓘ; sinh ngày 21 tháng 1 năm 1989) là một cầu thủ bóng đá chuyên nghiệp người Armenia hiện đang thi đấu ở vị trí tiền vệ cho câu lạc bộ Serie A Inter Milan. Nổi tiếng nhờ lối chơi giàu kỹ thuật và khả năng kiểm soát bóng tốt, anh được đánh giá là một trong những tiền vệ xuất sắc nhất thế giới trong thế hệ của mình.
Mkhitaryan trở thành cầu thủ ghi bàn hàng đầu cho quốc gia Armenia với 32 bàn thắng trong 95 lần ra sân bắt đầu vào tháng 1 năm 2007, anh cũng là cầu thủ đầu tiên lập được hat-trick cho quốc gia Armenia. Anh trưởng thành từ lò đào tạo trẻ của câu lạc bộ Pyunik, kể từ đó đến nay đã trải qua các đội Metalurh Donetsk, Shakhtar Donetsk, Borussia Dortmund, Manchester United và Arsenal.
Trong năm 2012, Mkhitaryan đã được UEFA bình chọn trong tốp 100 cầu thủ xuất sắc nhất châu Âu ở mùa giải 2012–13. Anh lần thứ hai nhận vinh dự này vào năm 2013. Mkhitaryan nhận được biệt danh "Heno" từ người hâm mộ Armenia và đã được mệnh danh Micki từ người hâm mộ Borussia Dortmund.

## Thời thơ ấu
Mkhitaryan sinh ra vào ngày 21 tháng 1 năm 1989 tại thủ đô Yerevan của Armenia, là đứa con thứ hai của bà Marina Taschyan và ông Hamlet Mkhitaryan. Cha của Mkhitaryan, là một tiền đạo của đội tuyển Armenia cũng như câu lạc bộ ASOA Valence tại giải hạng Hai Pháp. Ông từng có 2 trận đá cho đội tuyển quốc gia nhưng sự nghiệp và cuộc đời ông bị chặn lại bởi một khối u não. Cả gia đình trở lại Armenia năm 1995 và ông qua đời 1 năm sau đó.
Chị gái Henrikh, Monika, làm việc tại UEFA trong vai trò trợ lý cho cựu Chủ tịch Michel Platini, trong khi mẹ anh – Marina Taschyan, là Giám đốc tại Liên đoàn bóng đá Armenia.
Anh học tiếng Pháp khi còn nhỏ, tiếp sau đó là tiếng Anh khi bắt đầu theo đuổi nghiệp bóng đá, có thể nói tiếng Bồ Đào Nha sau khi ở Brazil năm 14 tuổi và cũng có thể giao tiếp tiếng Nga với bà.
Armenia là tiếng mẹ đẻ và sau đó học tiếng Đức tại Dortmund. Theo lời bà Marina, Henrikh là một người "tham công tiếc việc".
Vào đầu những năm 1990, Mkhitaryan theo gia đình sang Pháp sinh sống, Mkhitaryan dành thời thơ ấu của mình ở Valence. Anh luôn khao khát trở thành một cầu thủ bóng đá và bắt đầu đi theo sự nghiệp của cha mình. Như một đứa trẻ, anh thường xuyên đi xem cha của anh chơi bóng và luôn luôn muốn đi theo cha đến nơi tập luyện. Mkhitaryantrở lại Yerevan vào năm 1995. Sau đó, Mkhitaryan gia nhập đội trẻ Pyunik F.C.. Anh bị cuốn hút bởi cựu siêu sao người Pháp sau khi nhìn Zidane tỏa sáng ở vòng chung kết World Cup 1998 tại Pháp.

## Sự nghiệp câu lạc bộ

### Pyunik
Mkhitaryan gia nhập lò đào tạo trẻ FC Pyunik năm 1995 và nhận mức lương đầu tiên của mình ở tuổi 15. Sau đó anh được chuyển lên đội hình một của FC Pyunik, ra mắt giải đấu chuyên nghiệp vào năm 2006 ở tuổi 17. Lần cuối cùng anh chơi cho câu lạc bộ này là vào mùa giải 2009. Trong suốt mùa giải này anh ghi 11 bàn thắng tại giải đấu trong 10 trận đấu tại giải đấu. Trong bốn mùa giải của anh tại đội hình một của Pyunik, họ vô địch Armenian Premier League bốn lần (2006, 2007, 2008 và 2009). Họ cũng vô địch Armenian Supercup hai lần (2007 và 2009) và Armenian Cup một lần (2009). Tổng cộng, anh quản lý 70 trận đấu cho câu lạc bộ với 30 bàn thắng và tổng số 89 lần ra sân với 35 bàn thắng. Đội tuyển bóng đá quốc gia Armenia và huấn luyện viên trưởng của Pyunik là ông Vardan Minasyan thừa nhận rằng ông rất muốn thấy cầu thủ ngôi sao của mình "chơi cho một giải đấu mạnh hơn". Minasyan nói rằng Henrikh còn trẻ và sẽ thành công trên con đường của anh để trở thành một huyền thoại theo hướng đi đúng của anh. Ông nói với Mkhitaryan, "Anh ấy có thể thắng các trận đấu của riêng mình. Anh nắm quyền kiểm soát tại các thời điểm quan trọng và ghi bàn cho vui".
Vì sự thành công của anh trong mùa giải 2009 Armenian Premier League tại Pyunik Yerevan, anh gia nhập câu lạc bộ của Ukrainian Premier League đó là Metalurh Donetsk.

### Metalurh Donetsk

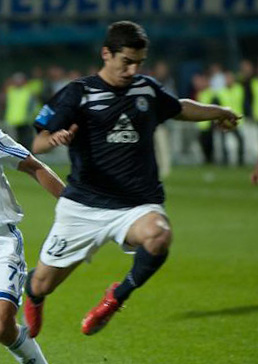
Mkhitaryan chơi cho Metalurh Donetsk năm 2009

Mkhitaryan gia nhập Metalurh Donetsk. Anh ghi bàn thắng trong trận ra mắt đầu tiên trong chiến thắng 3–0 trước FC Partizan Minsk của Giải bóng đá Ngoại hạng Belarus, tại Europa League vào ngày 16 tháng 7 năm 2009. Ngày 19 tháng 7, anh có trận ra mắt 2009–10 Ukrainian Premier League trong trận hòa 0–0 với Dnipro Dnipropetrovsk. Bàn thắng đầu tiên của anh tại giải là trong trận hòa 2–2 với Karpaty Lviv on 26 July. Ngày 6 tháng 8, anh ghi bàn thắng mở tỷ số trong chiến thắng 3–0 tại trận lượt về Europa League trước câu lạc bộ đến từ Slovenia là Interblock Ljubljana, tổng tỷ số là 5–0. Anh kết thúc mùa giải với 14 bàn thắng trong 38 lần ra sân, trong đó có 29 trận tại giải đấu và 9 bàn thắng.
Mùa giải tiếp theo anh được chọn làm đội trưởng của câu lạc bộ vào ngày 14 tháng 7, ở tuổi 21, biến anh trở thành đội trưởng trẻ nhất trong lịch sử Metalurh Donetsk. Anh ghi bàn thắng đầu tiên của mình bằng một quả penalty ở phút 89 trong chiến thắng 3–0 trước Obolon Kyiv vào ngày 16 tháng 7. Anh chơi trận đấu cuối cùng của mình cho câu lạc bộ trong chiến thắng 2–1 trước Dnipro vào ngày 30 tháng 8. Trong mùa giải thứ hai của mình anh chơi tám trận và ghi ba bàn thắng, tất cả trong số đó đều tại giải quốc nội. Anh có 37 trận đấu tại giải trong suốt thời gian của anh tại Metalurh, ghi 12 bàn thắng. Tổng cộng anh chơi 46 trận cho câu lạc bộ, ghi bàn 17 lần.

### Shakhtar Donetsk

#### Mùa giải 2010–11

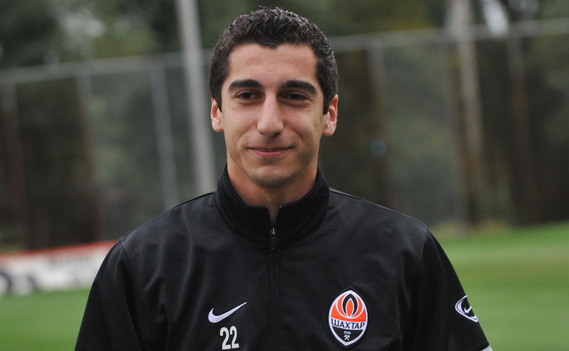
Mkhitaryan tập luyện với Shakhtar năm 2010

Vào ngày 30 tháng 8, anh ký một bản hợp đồng chuyển nhượng có giá trị 7,5 đô la tới nhà đương kim vô địch Giải bóng đá Ukraina đó là Shakhtar Donetsk. Trận đấu ra mắt của anh vào ngày 10 tháng 9 trong chiến thắng 1–0 trên sân khách trước Obolon Kyiv, sau đó được thay thế ở phút thứ 62 bằng Eduardo. trận đấu đầu tiên trên sân nhà của anh trở nên thành công hơn, với việc Shakhtar trở lại từ bàn thắng sau chiến thắng 4–1 trước Tavriya Simferopol vào ngày 19 tháng 9. Anh ghi bàn thắng đầu tiên cho câu lạc bộ trong trận đấu này. Ba ngày sau đó anh anh có lần xuất hiện đầu tiên của mình tại Cúp bóng đá Ukraina 2010–11, ghi bàn thắng thứ hai trong chiến thắng 6–0 trước Kryvbas. Ngày 25 tháng 9, anh ghi bàn thắng muộn ở phút bù giờ trong chiến thắng 2–1 khi làm khách trước Metalist Kharkiv. Anh có lần ra mắt cho câu lạc bộ ở đấu trường châu Âu tại Champions League vào ngày 28 tháng 9 và giành chiến thắng 3–0 trước Sporting Braga. Anh ra sân trong chiến thắng 2–0 tại Chung kết cúp bóng đá Ukraina trước Dynamo Kyiv, vào sân từ phút thứ 81 thay cho Jádson. Mùa giải đầu tiên của anh cùng với câu lạc bộ diễn ra cực kỳ thành công cho Shakhtar khi họ giành cú ăn ba (Giải bóng đá vô địch quốc gia Ukraina, Cúp bóng đá Ukraina và Siêu cúp bóng đá Ukraina).

#### Mùa giải 2011–12

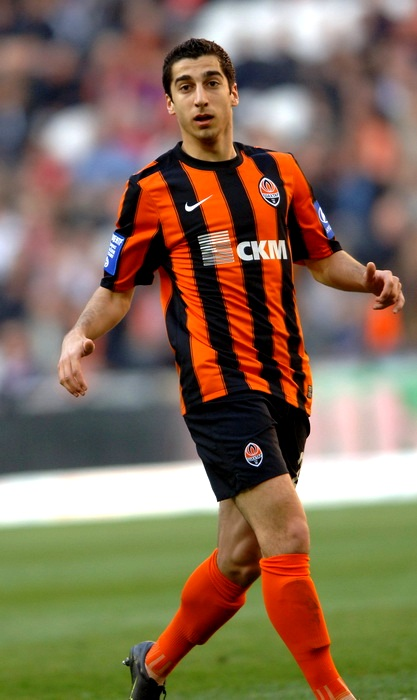
Mkhitaryan chơi cho Shakhtar Donetsk năm 2011

Ở mùa giải 2011–12 Shakhtar vô địch Giải bóng đá vô địch quốc gia Ukraina 2011–12 và Cúp bóng đá Ukraina 2011–12. Mkhitaryan ghi bàn thắng thứ ba trong chiến thắng 4–0 trước Obolon Kyiv trong trận đấu đầu tiên của anh tại mùa giải. Ngày 4 tháng 3, anh ghi bàn thắng cân bằng tỷ số trong trận hòa 1–1 trước Dnipro Dnipropetrovsk. Anh ghi bàn thắng duy nhất trong chiến thắng ở trận đấu cúp trước Metalurh Zaporizhya vào ngày 11 tháng 4. Ngày 6 tháng 5, anh đã đóng góp một phần trong chiến thắng 2–1 ở hiệp phụ của Shakhtar trước đội bóng cũ của anh Metalurh Donetsk ở Chung kết Cúp bóng đá Ukraina, Rời sân sau phút 62 và được thay bằng Douglas Costa. Trong một cuộc khảo sát trực tuyến trên trang web chính thức của Shakhtar Donetsk, Mkhitaryan được bầu chọn là cầu thủ xuất sắc nhất của Shakhtar của mùa giải 2011–12 với khoảng 38% tổng số phiếu bầu. Anh ghi 11 bàn thắng trong 36 trận, bao gồm 10 bàn thắng trong 28 trận. Shakhtar bảo vệ thành công chức vô địch Premier League và Cúp bóng đá Ukraina mùa giải 2011–12.

#### Mùa giải 2012–13
—Mircea Lucescu, huấn luyện viên của Mkhitaryan tại Shakhtar Donetsk vào tháng 6 năm 2013.
Mkhitaryan chơi trong chiến thắng 2–0 tại siêu cúp 2012 trước Metalurh Donetsk. Trong trận đấu đầu tiên của anh tại mùa giải Premier League 2012–13, anh ghi hai bàn thắng và có hai pha kiến tạo trong chiến thắng 6–0 ở trận mở màn trước Arsenal Kyiv. Anh lập một cú hat-trick trước Chornomorets Odesa trong chiến thắng 5–1 để đạt được 10 bàn thắng trong mùa giải chỉ sau sáu trận đấu, cân bằng thắng tích của anh ở mùa giải trước. Ngày 19 tháng 9, trong trận đấu đầu tiên của Shakhtar tại Champions League của mùa giải, Mkhitaryan ghi hai bàn trong chiến thắng 2–0 trước nhà vô địch Đan Mạch Nordsjælland. Đây là lần đầu tiên anh ghi bàn tại Champions League và được chọn là cầu thủ của trận đấu. Anh cũng có tên trong đội hình tiêu biểu của tuần cho ngày đấu đầu tiên của Champions League sau cú đúp của anh trước Nordsjælland. Ngày 16 tháng 3 năm 2013, Mkhitaryan chơi trận đấu thứ 100 tại Giải bóng đá vô địch quốc gia Ukraina trong trận đấu với Chornomorets Odesa.
Vào ngày 11 tháng 5 năm 2013, Mkhitaryan ghi bàn thắng thứ 23 và 24 của anh tại giải vô địch quốc gia trong chiến thắng 5–0 trước Tavria. Những bàn thắng này thiết lập kỷ lục cho Giải bóng đá vô địch quốc gia Ukraina về hầu hết các bàn thắng trong một mùa giải. Mkhitaryan kết thúc mùa giải với 25 bàn thắng tại giải vô địch quốc gia, và tiền vệ tấn công này được ca ngợi về kỹ thuật và sự cống hiến của anh.

### Borussia Dortmund

#### Mùa giải 2013–14
Vào ngày 25 tháng 6, Borussia Dortmund đưa ra mức giá 25 triệu euro (30 triệu đô la), nhưng CEO Sergei Palkin của Shakhtar Donetsk yêu cầu mức giá không dưới 30 triệu euro (36 triệu đô la). Trong cùng một buổi họp báo, Palkin xác nhận việc mua lại cầu thủ người Brazil Fred từ Sport Club Internacional với mức giá 15 triệu euro (12,5 triệu bảng Anh), như là một sự thay thế. Ngày 5 tháng 7, một báo cáo cho rằng Borussia Dortmund đã đàm phán thành công với Shakhtar và Mkhitaryan đã trên đường tới Đức để kiểm tra y tế. Ngày 8 tháng 7, Borussia Dortmund thông báo rằng họ đã ký hợp đồng bốn năm với Mkhitaryan với mức giá 25 triệu euro (21,5 triệu bảng Anh) Shakhtar và Borussia chính thức "giải quyết các thủ tục cần thiết" và đồng ý với mức giá 27,5 triệu euro (23,6 triệu bảng), biến anh trở thành cầu thủ có giá trị chuyển nhượng đắt nhất trong lịch sử của câu lạc bộ.
Trong trận đấu ra mắt ở trận giao hữu trước mùa giải với FC Basel vào ngày 10 tháng 7 năm 2013, Mkhitaryan kiến tạo bàn thắng cho Marco Reus ở phút thứ 11 và ghi bàn thắng đầu tiên của anh cho câu lạc bộ 16 phút sau đó, giúp đội bóng của anh thắng 3–1 khi làm khách ở St. Jakob-Park. Mkhitaryan không thể tham gia và không có tên trong đội hình thi đấu tại Siêu cúp Đức 2013 nơi mà câu lạc bộ của anh giành chiến thắng do một chấn thương mà anh gặp phải trong trận giao hữu trước đó. Mkhitaryan ra mắt cho BVB sau khi trở lại từ ba tuần dưỡng thương ở vòng đấu thứ hai của Bundesliga 2013-14 vào ngày 18 tháng 8 năm 2013 trong chiến thắng của BVB trước Eintracht Braunschweig tại sân Signal Iduna Park. Hai bàn thắng đầu tiên của Mkhitaryan tại Bundesliga là hai bàn thắng quyết định trong chiến thắng 2–1 trước Eintracht Frankfurt để giúp Dortmund giữ vị trí đầu bảng xếp hạng Bundesliga. Bàn thắng đầu tiên của anh tại Champions League cho Dortmund đã đến trong chiến thắng 1–2 khi làm khách trước Arsenal.
Mkhitaryan kết thúc mùa giải của anh với chín bàn thắng và mười kiến tạo và có mặt trong WhoScored Bundesliga Team of the Season. Đội bóng của anh kết thúc Bundesliga 2013-14 ở vị trí á quân, và về nhì ở Cúp bóng đá Đức 2013-14.

#### Mùa giải 2014–15
Chiếc cúp đầu tiên Mkhitaryan giành được với Dortmund là Siêu cúp Đức 2014, anh ghi bàn thắng đầu tiên trong chiến thắng 2–0 trước Bayern Munich. Trong tháng 9, Mkhitaryan gặp phải một chấn thương khiến anh phải ngồi ngoài một tháng vào ngày 13 tháng 12 anh lại dính chấn thương một lần nữa. Anh ghi bàn thắng thứ hai trong chiến thắng 3–0 trong trận derby vùng Ruhr trước Schalke 04 vào ngày 28 tháng 2.

#### Mùa giải 2015–16
Vào ngày 6 tháng 8 năm 2015, Dortmund đá với Wolfsberger AC ở vòng loại thứ ba lượt về Europa League, trận đấu sân nhà đầu tiên của Thomas Tuchel trên cương vị huấn luyện viên trưởng. Mkhitaryan lập một cú hat-trick muộn trong chiến thắng 5–0, tổng tỷ số hai lượt trận là 6–0. Ba ngày sau, anh ghi bàn thắng thứ hai trong chiến thắng 2–0 trước câu lạc bộ đang chơi ở 3. Liga là Chemnitzer FC trong vòng đấu đầu tiên của Cúp bóng đá Đức 2015–16. Ngày 15 tháng 8, Mkhitaryan lập cú đúp trong chiến thắng 4–0 trước Borussia Mönchengladbach trong trận đấu đầu tiên của mùa giải. Năm ngày sau, anh ghi bàn bằng cú đánh đầu đưa Dortmund từ thế bị dẫn 0–3 giành chiến thắng ngược 4–3 trước Odds BK trong vòng đấu play-off đầu tiên của họ tại Europa League.
Trong vòng đấu thứ hai của cúp quốc nội vào ngày 28 tháng 10, Mkhitaryan ghi bàn thắng cuối cùng trong chiến thắng 7–1 trước SC Paderborn 07. Tám ngày sau, anh ghi bàn ấn định chiến thắng 4–0 trên sân nhà trước Gabala FK, đảm bảo một vị trí tại vòng knockout UEFA Europa League 2015-16.
Vào ngày 20 tháng 4 năm 2016, Mkhitaryan là một trong ba chân sút ghi bàn giúp Borussia thắng 3–0 khi làm khách trước Hertha BSC trong trận bán kết Cúp bóng đá Đức.
Vào cuối mùa giải, Mkhitaryan được bầu chọn là Cầu thủ của mùa giải của Bundesliga. Anh kết thúc giải đấu dẫn đầu danh sách kiến tạo với 15 pha kiến tạo.

### Manchester United
Vào ngày 2 tháng 7 năm 2016, Giám đốc điều hành của Dortmund Hans-Joachim Watzke đã xác nhận bán Mkhitaryan cho câu lạc bộ Manchester United để tránh trường hợp mất trắng anh nếu anh ở lại thêm một. Bốn ngày sau đó, Mkhitaryan đã ký hợp đồng 4 năm với Manchester United kèm điều khoản tự động gia hạn thêm một năm nữa. Như vậy, anh trở thành cầu thủ Armenia chơi bóng đầu tiên tại Premier League.
Anh có lần ra mắt đầu tiên trong chiến thắng 2–0 trong trận đấu trước mùa giải trước Wigan Athletic vào ngày 15 tháng 7 năm 2016. Ngày 22 tháng 7 năm 2016, anh ghi một bàn thắng trong thất bại 1-4 của câu lạc bộ trước Borussia Dortmund tại International Champions Cup 2016.

### Arsenal F.C
Vào ngày 23 tháng 1 năm 2018, Henrikh Mkhitaryan chính thức chuyển sang thi đấu cho câu lạc bộ Arsenal F.C sau vụ trao đổi cầu thủ đình đám được cả thế giới bóng đá chú ý tới với việc là một phần trong thương vụ mua cầu thủ Alexis Sanchez của đội bóng Manchester United.

### Sự nghiệp quốc tế

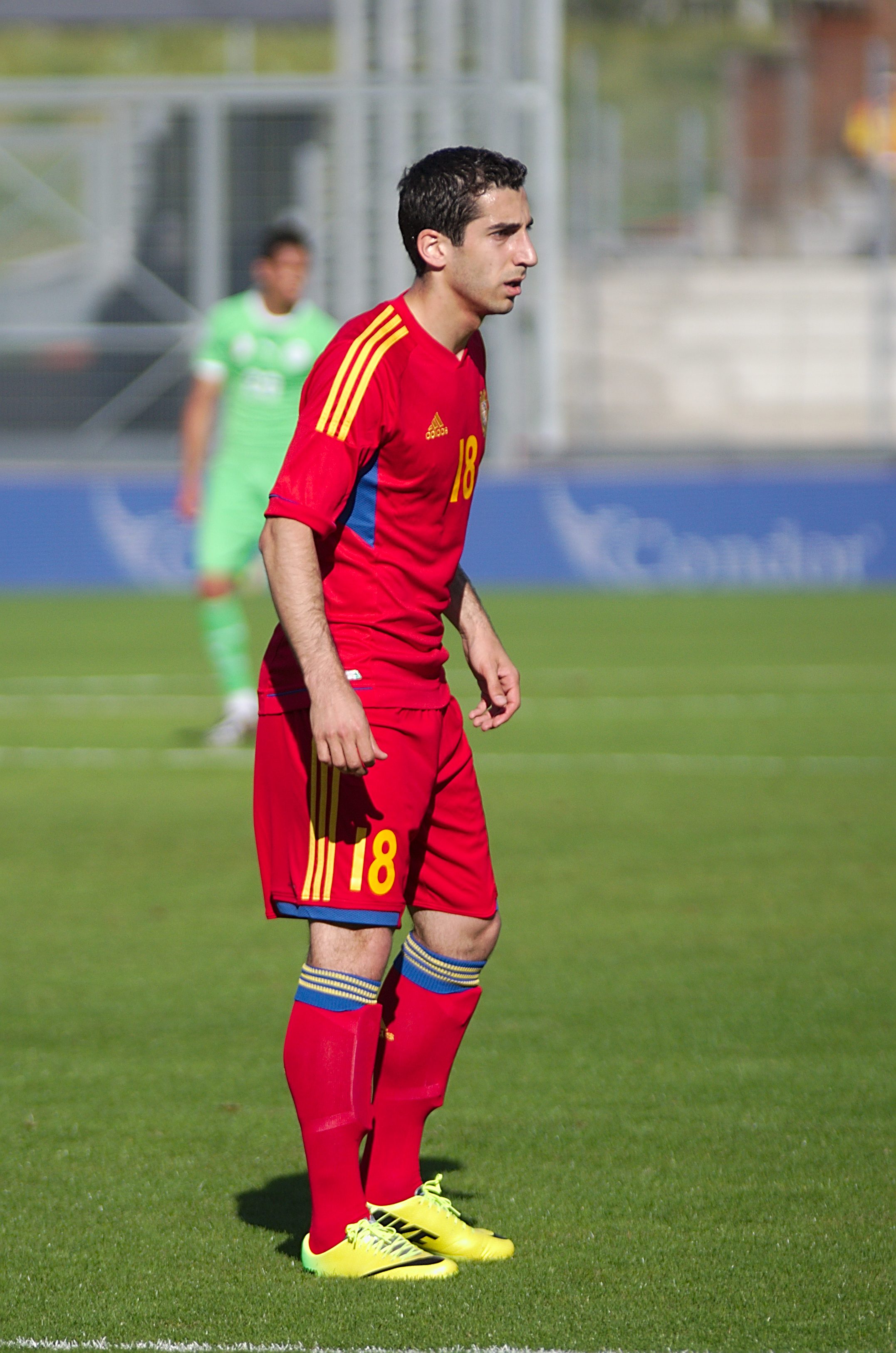
Mkhitaryan thi đấu cho Đội tuyển bóng đá quốc gia Armenia vào năm 2014

Henrikh Mkhitaryan ra mắt Đội tuyển bóng đá quốc gia Armenia trong trận giao hữu với Panama vào ngày 14 tháng 1 năm 2007, không lâu trước khi tổ chức lễ sinh nhật mừng tuổi 18.
Anh ghi được 6 bàn thắng cho đội tuyển Armenia tại vòng loại Euro 2012 và trở thành chân sút hàng đầu ở bảng đó.
Vào ngày 10 tháng 9 năm 2013, sự vắng mặt của thủ môn kiêm đội trưởng Roman Berezovsky, Mkhitaryan được chọn làm đội trưởng cho lần đầu tiên trong trận thua 0-1 trước đội tuyển Đan Mạch ở vòng loại World Cup 2014. Anh đã trở thành cầu thủ ghi bàn hàng đầu trong lịch sử đội tuyển Armenia sau khi ghi được bàn thắng thứ 12 trong trận thua 1-3 trước đội tuyển Ý vào ngày 15 tháng 10. Điều này đã vượt qua 11 bàn thắng ghi được cho quốc gia của cầu thủ Artur Petrosyan.
Vào ngà 27 tháng 5 năm 2014, anh ghi 2 bàn thắng giúp đội tuyển giành thắng với tỷ số 4-3 trong trận đấu giao hữu với đội tuyển UAE trên sân vận động Fontenette tại Carouge, Thụy Sĩ. Hai năm và một ngày sau đó, anh lập một hat-trick lần đầu tiên của mình cho đội tuyển Armenia trong trận thắng 7-1 trước Đội tuyển bóng đá quốc gia Guatemala tại Los Angeles, Hoa Kỳ
Từ đó đến nay, Mkhitaryan đã phá vô số kỷ lục như cầu thủ ghi nhiều bàn nhất trong lịch sử Đội tuyển quốc gia Armenia (32 bàn/95 trận), cầu thủ đầu tiên lập hat-trick trong lịch sử đội tuyển.
Ngày 1 tháng 3 năm 2022, Henrikh Mkhitaryan chính thức chia tay đội tuyển quốc gia sau 15 năm gắn bó, tổng cộng anh đã thi đấu 95 trận và ghi được 32 bàn thắng.

## Phong cách chơi bóng
Về lối chơi của mình, Mkhitaryan giải thích ngắn gọn như sau:
"Tôi thích chơi bóng đá như chơi cờ vua vậy. Bạn phải suy nghĩ và tính toán rất nhiều. Hãy đoán trước đối thủ sẽ làm gì trước khi đưa ra quyết định xử lý. Nếu bạn tính sai, đối phương sẽ trừng phạt bạn và bạn phải nhận thất bại."
Mkhitaryan là một cầu thủ chơi bóng đầy thông minh, nhãn quan, sút tốt bằng hai chân và tốc độ.

## Cuộc sống cá nhân
Cha anh, ông Hamlet Mkhitaryan cũng từng là một danh thủ của FC Ararat Yereven trong những năm 1980. Đáng tiếc, ông sớm qua đời ở tuổi 33 vì căn bệnh u não. Chính cái chết của cha anh đã ảnh hưởng đến Mkhitaryan rất nhiều. Trong khi đó, mẹ anh - bà Marina Taschyan hiện đang là người đứng đầu phòng các Đội tuyển quốc gia của Liên đoàn bóng đá Armenia, trong khi chị gái Monika Mkhitaryan đang làm việc tại trụ sở UEFA.
Không chỉ là một cầu thủ xuất sắc, Mkhitaryan còn được biết đến là một nhà thông thái. Anh thành thạo 6 ngoại ngữ là Anh, Pháp, Đức, Bồ Đào Nha, Nga và Ý. Anh chia sẻ, nếu không trở thành cầu thủ bóng đá, anh sẽ theo nghiệp viết lách. Ngoài ra, anh có bằng Đại học ngành Thể dục thể thao, đang học Kinh tế theo diện bán thời gian ở St Petersburg và dự định trở thành luật gia sau khi chia tay nghiệp quần đùi áo số.
Nếu anh không phải là một cầu thủ bóng đá, Mkhitaryan tuyên bố rằng anh sẽ phát triển thành một viên động viên chạy nước rút.
Ngày 28 tháng 5 năm 2017, Mkhitaryan được Tổng thống Armenia trao tặng huân chương hạng nhất vì những cống hiến to lớn trong thể thao.

## Thống kê sự nghiệp

### Câu lạc bộ
Tính đến ngày 8 tháng 11 năm 2020
| Câu lạc bộ          | Mùa giải            | Vô địch quốc gia         | Vô địch quốc gia | Vô địch quốc gia | Cúp quốc gia | Cúp quốc gia | Cúp liên đoàn | Cúp liên đoàn | Cúp châu lục | Cúp châu lục | Khác    | Khác   | Tổng cộng | Tổng cộng |
| Câu lạc bộ          | Mùa giải            | Hạng đấu                 | Số trận          | Số bàn           | Số trận      | Số bàn       | Số trận       | Số bàn        | Số trận      | Số bàn       | Số trận | Số bàn | Số trận   | Số bàn    |
| ------------------- | ------------------- | ------------------------ | ---------------- | ---------------- | ------------ | ------------ | ------------- | ------------- | ------------ | ------------ | ------- | ------ | --------- | --------- |
| Pyunik              | 2006                | Armenian Premier League  | 12               | 1                | 0            | 0            | —             | —             | —            | —            | —       | —      | 12        | 1         |
| Pyunik              | 2007                | Armenian Premier League  | 24               | 12               | 0            | 0            | —             | —             | 4            | 0            | —       | —      | 28        | 12        |
| Pyunik              | 2008                | Armenian Premier League  | 24               | 6                | 5            | 3            | —             | —             | 2            | 0            | —       | —      | 31        | 9         |
| Pyunik              | 2009                | Armenian Premier League  | 10               | 11               | 6            | 2            | —             | —             | —            | —            | —       | —      | 16        | 13        |
| Pyunik              | Tổng cộng           | Tổng cộng                | 70               | 30               | 11           | 5            | —             | —             | 6            | 0            | —       | —      | 87        | 35        |
| Metalurh Donetsk    | 2009–10             | Ukrainian Premier League | 29               | 9                | 2            | 0            | —             | —             | 6            | 4            | —       | —      | 37        | 13        |
| Metalurh Donetsk    | 2010–11             | Ukrainian Premier League | 8                | 3                | 0            | 0            | —             | —             | —            | —            | —       | —      | 8         | 3         |
| Metalurh Donetsk    | Tổng cộng           | Tổng cộng                | 37               | 12               | 2            | 0            | —             | —             | 6            | 4            | —       | —      | 45        | 16        |
| Shakhtar Donetsk    | 2010–11             | Ukrainian Premier League | 17               | 3                | 3            | 1            | —             | —             | 7            | 0            | —       | —      | 27        | 4         |
| Shakhtar Donetsk    | 2011–12             | Ukrainian Premier League | 26               | 10               | 4            | 1            | —             | —             | 6            | 0            | 1       | 0      | 37        | 11        |
| Shakhtar Donetsk    | 2012–13             | Ukrainian Premier League | 29               | 25               | 4            | 2            | —             | —             | 8            | 2            | 1       | 0      | 42        | 29        |
| Shakhtar Donetsk    | Tổng cộng           | Tổng cộng                | 72               | 38               | 11           | 4            | —             | —             | 21           | 2            | 2       | 0      | 106       | 44        |
| Borussia Dortmund   | 2013–14             | Bundesliga               | 31               | 9                | 5            | 2            | —             | —             | 10           | 2            | 0       | 0      | 46        | 13        |
| Borussia Dortmund   | 2014–15             | Bundesliga               | 28               | 3                | 6            | 1            | —             | —             | 7            | 0            | 1       | 1      | 42        | 5         |
| Borussia Dortmund   | 2015–16             | Bundesliga               | 31               | 11               | 6            | 5            | —             | —             | 15           | 7            | —       | —      | 52        | 23        |
| Borussia Dortmund   | Tổng cộng           | Tổng cộng                | 90               | 23               | 17           | 8            | —             | —             | 32           | 9            | 1       | 1      | 140       | 41        |
| Manchester United   | 2016–17             | Premier League           | 24               | 4                | 3            | 1            | 2             | 0             | 11           | 6            | 1       | 0      | 41        | 11        |
| Manchester United   | 2017–18             | Premier League           | 15               | 1                | 1            | 0            | 1             | 0             | 4            | 1            | 1       | 0      | 22        | 2         |
| Manchester United   | Tổng cộng           | Tổng cộng                | 39               | 5                | 4            | 1            | 3             | 0             | 15           | 7            | 2       | 0      | 63        | 13        |
| Arsenal             | 2017–18             | Premier League           | 11               | 2                | —            | —            | —             | —             | 6            | 1            | —       | —      | 17        | 3         |
| Arsenal             | 2018–19             | Premier League           | 25               | 6                | 0            | 0            | 3             | 0             | 10           | 0            | —       | —      | 38        | 6         |
| Arsenal             | 2019–20             | Premier League           | 3                | 0                | —            | —            | —             | —             | —            | —            | —       | —      | 3         | 0         |
| Arsenal             | Tổng cộng           | Tổng cộng                | 39               | 8                | 0            | 0            | 3             | 0             | 16           | 1            | —       | —      | 58        | 9         |
| Roma (loan)         | 2019–20             | Serie A                  | 22               | 9                | 0            | 0            | —             | —             | 5            | 0            | —       | —      | 27        | 9         |
| Roma                | 2020–21             | Serie A                  | 7                | 3                | 0            | 0            | —             | —             | 3            | 1            | —       | —      | 10        | 4         |
| Roma                | Tổng cộng           | Tổng cộng                | 29               | 12               | 0            | 0            | —             | —             | 8            | 1            | —       | —      | 37        | 13        |
| Tổng cộng sự nghiệp | Tổng cộng sự nghiệp | Tổng cộng sự nghiệp      | 373              | 128              | 45           | 19           | 6             | 0             | 104          | 24           | 5       | 1      | 536       | 172       |

1. 1 2 3 4 5 6 7 8  Ra sân ở UEFA Champions League
2. 1 2 3 4 5  Ra sân ở UEFA Europa League
3. 1 2  Ra sân ở Siêu cúp bóng đá Ukraina
4. ↑  Ra sân ở Siêu cúp Đức
5. ↑  Ra sân ở Siêu cúp Anh
6. ↑  Ra sân ở Siêu cúp châu Âu

### Thi đấu quốc tế
Tính đến các trận đấu đến ngày 14 tháng 11 năm 2021.
| Armenia   | Armenia | Armenia      |
| Năm       | Số trận | Số bàn thắng |
| --------- | ------- | ------------ |
| 2007      | 2       | 0            |
| 2008      | 5       | 0            |
| 2009      | 7       | 1            |
| 2010      | 5       | 3            |
| 2011      | 8       | 4            |
| 2012      | 8       | 2            |
| 2013      | 8       | 2            |
| 2014      | 7       | 4            |
| 2015      | 6       | 0            |
| 2016      | 5       | 3            |
| 2017      | 9       | 6            |
| 2018      | 10      | 1            |
| 2019      | 5       | 3            |
| 2020      | 2       | 1            |
| 2021      | 7       | 2            |
| Tổng cộng | 95      | 32           |

### Bàn thắng quốc tế
| #   | Ngày                 | Địa điểm                                                           | Đối thủ              | Bàn thắng | Kết quả | Giải đấu                    |
| --- | -------------------- | ------------------------------------------------------------------ | -------------------- | --------- | ------- | --------------------------- |
| 1.  | 28 tháng 3 năm 2009  | Sân vận động Cộng hòa Vazgen Sargsyan, Yerevan, Armenia            | Estonia              | 1–0       | 2–2     | Vòng loại World Cup 2010    |
| 2.  | 25 tháng 5 năm 2010  | Sân vận động Cộng hòa Vazgen Sargsyan, Yerevan, Armenia            | Uzbekistan           | 1–0       | 3–1     | Giao hữu                    |
| 3.  | 8 tháng 10 năm 2010  | Sân vận động Cộng hòa Vazgen Sargsyan, Yerevan, Armenia            | Slovakia             | 3–1       | 3–1     | Vòng loại Euro 2012         |
| 4.  | 12 tháng 10 năm 2010 | Sân vận động Cộng hòa Vazgen Sargsyan, Yerevan, Armenia            | Andorra              | 2–0       | 5–0     | Vòng loại Euro 2012         |
| 5.  | 2 tháng 9 năm 2011   | Sân vận động Comunal d'Andorra la Vella, Andorra la Vella, Andorra | Andorra              | 3–0       | 3–0     | Vòng loại Euro 2012         |
| 6.  | 6 tháng 9 năm 2011   | Sân vận động Dubňom, Žilina, Slovakia                              | Slovakia             | 2–0       | 4–0     | Vòng loại Euro 2012         |
| 7.  | 7 tháng 10 năm 2011  | Sân vận động Cộng hòa Vazgen Sargsyan, Yerevan, Armenia            | Macedonia            | 3–1       | 4–1     | Vòng loại Euro 2012         |
| 8.  | 11 tháng 10 năm 2011 | Sân vận động Aviva, Dublin, Ireland                                | Cộng hòa Ireland     | 1–2       | 1–2     | Vòng loại Euro 2012         |
| 9.  | 12 tháng 10 năm 2012 | Sân vận động Hrazdan, Yerevan, Armenia                             | Ý                    | 1–1       | 1–3     | Vòng loại World Cup 2014    |
| 10. | 14 tháng 11 năm 2012 | Sân vận động Cộng hòa Vazgen Sargsyan, Yerevan, Armenia            | Litva                | 3–0       | 4–2     | Giao hữu                    |
| 11. | 11 tháng 6 năm 2013  | Sân vận động Parken, Copenhagen, Đan Mạch                          | Đan Mạch             | 4–0       | 4–0     | Vòng loại World Cup 2014    |
| 12. | 15 tháng 10 năm 2013 | Sân vận động San Paolo, Naples, Ý                                  | Ý                    | 2–1       | 2–2     | Vòng loại World Cup 2014    |
| 13. | 27 tháng 5 năm 2014  | Sân vận động Fontenette, Carouge, Thụy Sĩ                          | UAE                  | 2–1       | 4–3     | Giao hữu                    |
| 14. | 27 tháng 5 năm 2014  | Sân vận động Fontenette, Carouge, Thụy Sĩ                          | UAE                  | 3–2       | 4–3     | Giao hữu                    |
| 15. | 6 tháng 6 năm 2014   | Coface Arena, Mainz, Đức                                           | Đức                  | 1–1       | 1–6     | Giao hữu                    |
| 16. | 7 tháng 9 năm 2014   | Sân vận động Parken, Copenhagen, Đan Mạch                          | Đan Mạch             | 1–0       | 1–2     | Vòng loại Euro 2016         |
| 17. | 29 tháng 5 năm 2016  | StubHub Center, Los Angeles, Hoa Kỳ                                | Guatemala            | 1–1       | 7–1     | Giao hữu                    |
| 18. | 29 tháng 5 năm 2016  | StubHub Center, Los Angeles, Hoa Kỳ                                | Guatemala            | 4–1       | 7–1     | Giao hữu                    |
| 19. | 29 tháng 5 năm 2016  | StubHub Center, Los Angeles, Hoa Kỳ                                | Guatemala            | 5–1       | 7–1     | Giao hữu                    |
| 20. | 26 tháng 3 năm 2017  | Sân vận động Cộng hòa Vazgen Sargsyan, Yerevan, Armenia            | Kazakhstan           | 1–0       | 2–0     | Vòng loại World Cup 2018    |
| 21. | 4 tháng 6 năm 2017   | Sân vận động Cộng hòa Vazgen Sargsyan, Yerevan, Armenia            | Saint Kitts và Nevis | 2–0       | 5–0     | Giao hữu                    |
| 22. | 4 tháng 6 năm 2017   | Sân vận động Cộng hòa Vazgen Sargsyan, Yerevan, Armenia            | Saint Kitts và Nevis | 3–0       | 5–0     | Giao hữu                    |
| 23. | 8 tháng 10 năm 2017  | Sân vận động Parken, Copenhagen, Đan Mạch                          | Đan Mạch             | 1–0       | 1–1     | Vòng loại World Cup 2018    |
| 24. | 9 tháng 11 năm 2017  | Sân vận động Cộng hòa Vazgen Sargsyan, Yerevan, Armenia            | Belarus              | 2–0       | 4–1     | Giao hữu                    |
| 25. | 13 tháng 11 năm 2017 | Sân vận động Cộng hòa Vazgen Sargsyan, Yerevan, Armenia            | Síp                  | 3–1       | 3–2     | Giao hữu                    |
| 26. | 16 tháng 10 năm 2018 | Sân vận động Cộng hòa Vazgen Sargsyan, Yerevan, Armenia            | Bắc Macedonia        | 4–0       | 4–0     | UEFA Nations League 2018–19 |
| 27. | 23 tháng 3 năm 2019  | Sân vận động Grbavica, Sarajevo, Bosna và Hercegovina              | Bosna và Hercegovina | 1–2       | 1–2     | Vòng loại Euro 2020         |
| 28. | 8 tháng 9 năm 2019   | Sân vận động Cộng hòa Vazgen Sargsyan, Yerevan, Armenia            | Bosna và Hercegovina | 1–0       | 4–2     | Vòng loại Euro 2020         |
| 29. | 8 tháng 9 năm 2019   | Sân vận động Cộng hòa Vazgen Sargsyan, Yerevan, Armenia            | Bosna và Hercegovina | 2–1       | 4–2     | Vòng loại Euro 2020         |
| 30. | 11 tháng 10 năm 2020 | Sân vận động Cộng hòa Vazgen Sargsyan, Yerevan, Armenia            | Bắc Macedonia        | 2–2       | 2–2     | UEFA Nations League 2020–21 |
| 31. | 8 tháng 9 năm 2021   | Sân vận động Cộng hòa Vazgen Sargsyan, Yerevan, Armenia            | Liechtenstein        | 1–0       | 1–1     | Vòng loại World Cup 2022    |
| 32  | 14 tháng 11 năm 2021 | Sân vận động Cộng hòa Vazgen Sargsyan, Yerevan, Armenia            | Đức                  | 1–3       | 1–4     | Vòng loại World Cup 2022    |

## Danh hiệu

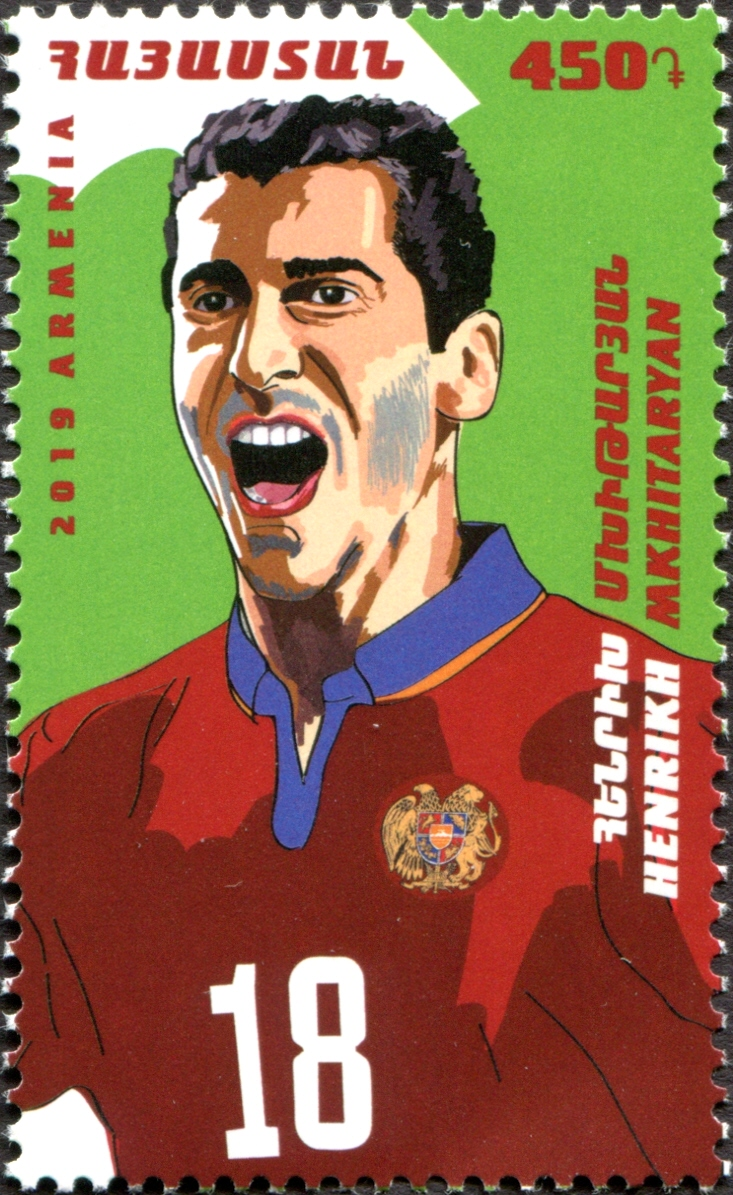
Tem hình Mkhitaryan vào năm 2019

### Câu lạc bộ
Pyunik
- Giải bóng đá ngoại hạng Armenia: 2006, 2007, 2008, 2009
- Cúp bóng đá Armenia: 2009
- Siêu cúp bóng đá Armenia: 2007, 2008

Shakhtar Donetsk
- Giải bóng đá vô địch quốc gia Ukraina: 2010–11, 2011–12, 2012–13
- Cúp bóng đá Ukraina: 2010–11, 2011–12, 2012–13
- Siêu cúp bóng đá Ukraina: 2012

Borussia Dortmund
- DFB-Supercup: 2013, 2014

Manchester United
- EFL Cup: 2016–17
- FA Community Shield: 2016
- UEFA Europa League: 2016–17

AS Roma
- UEFA Europa Conference League: 2021–22

Inter Milan
- Serie A: 2023–24[117]
- Coppa Italia: 2022–23
- Supercoppa Italiana: 2022, 2023

### Cá nhân
- Cầu thủ xuất sắc nhất năm Armenia: 2009, 2011,[118] 2012,[119] 2013,[120] 2014[121]
- Vua phá lưới Giải bóng đá ngoại hạng Ukraina: 2012–13[122]
- Cầu thủ bóng đá xuất sắc nhất năm giải bóng đá ngoại hạng Ukraina: 2012[123]
- Cầu thủ bóng đá xuất sắc nhất năm CIS: 2012, 2013
- Cầu thủ xuất sắc nhất tháng Bundesliga: Tháng 4 năm 2016[124]
- Chuyên gia kiến tạo Bundesliga: 2015–16[125]
- Đội hình của mùa giải Bundesliga: 2015–16[126]
- Cầu thủ xuất sắc nhất mùa giải Bundesliga: 2015–16[84][85]